# Secretaría de Gobierno del Estado de Tabasco
La Secretaría de Gobierno del Estado de Tabasco es una Dependencia de la administración pública estatal centralizada del estado mexicano de Tabasco, que tiene a su cargo mantener la gobernabilidad del estado.
La Secretaría planea, guía y conduce sus actividades con sujeción a los objetivos, estrategias y prioridades del Plan Estatal de Desarrollo y las políticas que establezca el Gobernador de Tabasco.

## Funciones
El artículo 30 de la Ley Orgánica del Poder Ejecutivo del Estado de Tabasco señala las facultades que corresponden a la Secretaría de Gobierno.
Algunas sus facultades más importantes son:
- Conducir las relaciones del Poder Ejecutivo en los términos que defina el Gobernador con los demás poderes del Estado, poderes federales, con los gobiernos de los estados, con los gobiernos municipales y los órganos autónomos.
- Participar en las acciones para garantizar el orden y la paz pública, la seguridad pública y la gobernabilidad del Estado y formar parte en el Gabinete de Seguridad conforme a las disposiciones que instruya el Gobernador.
- Conducir en el ámbito de su competencia la relación del Poder Ejecutivo con los partidos políticos, organizaciones sociales y demás instituciones de la sociedad civil.
- Coordinar las acciones en materia de Derechos Humanos y vigilar que las dependencias y entidades de la Administración Pública Estatal garanticen su respeto.
- Participar en la formulación y conducción de las políticas públicas y programas relativos a desarrollo político, trabajo y previsión social.
- Elaborar y ejecutar en el ámbito de la competencia estatal, la política migratoria y la atención a los asuntos fronterizos en coordinación con las autoridades federales competentes
- Ejercer la vigilancia que en materia electoral le señalen las leyes o los convenios que para este efecto se celebren.
- Administrar y organizar el Periódico Oficial del Estado de Tabasco.
- Participar en el cumplimiento de las facultades que al Gobernador le corresponden en materia de administración de trabajo y previsión social.
- Coordinar, dirigir y supervisar el ejercicio de las funciones del Registro Civil.
- Vigilar el desempeño de la función notarial y del Archivo General de Notarías.
- Intervenir en auxilio o coordinación con las autoridades federales, en los términos de las leyes en materia de cultos religiosos, pirotecnia, portación de armas, loterías, rifas, juegos con apuestas y sorteos y migración.
- Presentar al Congreso del Estado las iniciativas de ley y decretos del Gobernador y ordenar por instrucciones de éste la publicación de leyes, decretos, reglamentos y demás disposiciones que deban regir en el Estado.
- Ejecutar los acuerdos del Gobernador relativos a la expropiación, ocupación temporal y limitación de dominio en los casos de utilidad pública.

## Estructura Orgánica Básica Actual
La Secretaría de Gobierno del Estado de Tabasco es encabezada por el Secretario de Gobierno, designado directamente por el Gobernador de Tabasco. Cuenta con la siguiente estructura orgánica:

Para el estudio, planeación y despacho de los asuntos que le han sido conferidos, la Secretaría dispondrá de una estructura orgánica en la que se reflejarán las Unidades Administrativas y los órganos desconcentrados que la integran, así como la organización sectorial de los organismos descentralizados que le han sido sectorizados. Al frente de la Secretaría estará el Secretario, quien para el desahogo de los asuntos de su competencia, se apoyará con la estructura orgánica integrada por las siguientes Unidades Administrativas:
Artículo 7. Reglamento Interior de la Secretaría de Gobierno del Estado de Tabasco.

1. Secretaría de Gobierno
1.1 Subsecretaría de Gobierno
1.2 Subsecretaría de Asuntos Fronterizos, Migrantes y Derechos Humanos
1.3 Junta Local de Conciliación y Arbitraje
1.4 Procuraduría de la Defensa del Trabajo
1.5 Procuraduría de la Defensa de los Trabajadores al Servicio del Estado
1.6 Tribunal de Conciliación y Arbitraje

### Órganos Desconcentrados
- Comisión Estatal de Búsqueda de Personas (CEBP)
- Comisión Ejecutiva Estatal de Atención a Víctimas (CEAV)
- Instituto de la Defensoría Pública (IDP)
- Secretariado Ejecutivo del Sistema Estatal de Seguridad Pública (SESESP)
- Servicio Estatal de Empleo (SEE)

### Organismos Descentralizados
- Instituto Estatal de las Mujeres (IEM)

## Secretarios de Gobierno
Los Secretarios de Gobierno de Tabasco más recientes son:
| Nombre                              | Inicio de mandato       | Fin de mandado          | Gobernador que lo designó       |
| ----------------------------------- | ----------------------- | ----------------------- | ------------------------------- |
| Guillermo Arturo del Rivero León    | 28 de agosto de 2021    | En el cargo             | Carlos Manuel Merino Campos     |
| Carlos Manuel Merino Campos         | 26 de agosto de 2021    | 26 de agosto de 2021    | Adán Augusto López Hernández    |
| José Antonio de la Vega Asmitia     | 1 de noviembre de 2020  | 26 de agosto de 2021    | Adán Augusto López Hernández    |
| Marcos Rosendo Medina Filigrana     | 1 de enero de 2019      | 31 de octubre de 2020   | Adán Augusto López Hernández    |
| Rosendo Gómez Piedra                | 1 de agosto de 2018     | 31 de diciembre de 2018 | Arturo Núñez Jiménez            |
| Gustavo Rosario Torres              | 1 de julio de 2016      | 31 de julio de 2018     | Arturo Núñez Jiménez            |
| César Raul Ojeda Zubieta            | 1 de enero de 2013      | 30 de junio de 2016     | Arturo Núñez Jiménez            |
| Rafael González Lastra              | 13 de mayo de 2011      | 31 de diciembre de 2012 | Andrés Granier Melo             |
| Humberto Mayans Canabal             | 1 de enero de 2007      | 12 de mayo de 2011      | Andrés Granier Melo             |
| Juan Carlos Castillejos Castillejos | 31 de marzo de 2006     | 31 de diciembre de 2006 | Manuel Andrade Díaz             |
| Jaime Humberto Lastra Bastar        | 1 de enero de 2002      | 30 de marzo de 2006     | Manuel Andrade Díaz             |
| Jaime Humberto Lastra Bastar        | 1 de enero de 2001      | 31 de diciembre de 2001 | Enrique Priego Oropeza          |
| Carlos Manuel Pérez Priego          |                         | 31 de diciembre de 2000 | Roberto Madrazo Pintado         |
| Florizel Medina Péreznieto          | 26 de noviembre de 1999 |                         | Roberto Madrazo Pintado         |
| Martha G. Martínez Castillo         | 14 de junio de 1999     | 26 de noviembre de 1999 | Víctor Manuel Barceló Rodríguez |
| Víctor Manuel Barceló Rodríguez     | 1 de diciembre de 1996  | 14 de junio de 1999     | Roberto Madrazo Pintado         |
| José Manuel Tellaeche Bosch         | 1 de enero de 1995      | 30 de noviembre de 1996 | Roberto Madrazo Pintado         |
| Enrique Priego Oropeza              | 1 de junio de 1992      | 31 de diciembre de 1994 | Manuel Gurría Ordóñez           |
| Juan José Rodríguez Prats           | 28 de enero de 1992     | 31 de mayo de 1992      | Manuel Gurría Ordóñez           |
| Fernando Sánchez de la Cruz         | 1 de enero de 1989      | 28 de enero de 1992     | Salvador Neme Castillo          |
| Humberto Mayans Canabal             | 1 de septiembre de 1988 | 31 de diciembre de 1988 | José María Peralta López        |
| Pedro Gil Cáceres                   | 1 de diciembre de 1987  | 31 de agosto de 1988    | José María Peralta López        |
| José María Peralta López            | 15 de mayo de 1984      | 31 de diciembre de 1988 | Enrique González Pedrero        |
| José Eduardo Beltrán Hernández      | 1 de enero de 1983      | 15 de mayo de 1984      | Enrique González Pedrero        |
| Fernando Sánchez de la Cruz         | 1982                    | 31 de diciembre de 1982 | Leandro Rovirosa Wade           |
| Salvador Neme Castillo              | 1 de enero de 1977      | 1982                    | Leandro Rovirosa Wade           |
| Arístides Prats Salazar             |                         |                         | Mario Trujillo García           |
| David Gustavo Gutiérrez Ruiz        |                         |                         | Manuel R. Mora                  |
| Rubén Darío Vidal Ramos             | 1 de enero de 1965      |                         | Manuel R. Mora                  |
| Manuel Gurría Ordóñez               |                         |                         | Carlos Alberto Madrazo Becerra  |